# Колонари
Колонари (англ. Colonarie) — город, расположенный на наветренном (восточном) побережье острова Сент-Винсент. Административно находится в округе Шарлотта. Стоит на одноимённой реке, в шести километрах к югу от Джорджтауна.
Долина, в которой расположен город, раньше была плантацией, которую в 1829 году приобрёл Уолтер Коннингем (англ. Walter Conningham).
Является родиной Ральфа Гонсалвеша, премьер-министра Сент-Винсента и Гренадин, и Сьюзан Дуган, генерал-губернатора Сент-Винсента и Гренадин.